# المشرف رجم المشرف
المشرف رجم المشرف قرية سورية تتبع ناحية التمانعة في منطقة معرة النعمان في محافظة إدلب. بلغ عدد سكانها 354 نسمة في عام 2004 حسب إحصاء المكتب المركزي للإحصاء.